# ОШ „Стефан Немања” Студеница
ОШ „Стефан Немања” је државна установа основног образовања, која је почела са радом 1838. године у Студеници, на територији града Краљева.
Школа је почела са радом 17. августа 1838. године, доласком учитеља Илије Стефановића. Нова школска зграда је саграђена 1953. године, а 1961. године прераста у осмогодишњу школу. Школа је 1971. године припојена ОШ „Милун Ивановић” из Ушћа. Земљотрес је 1980. године оштетио школу и тада се поставља монтажни објекат који се каснијих година дорађује и школа добија данашњи изглед.
Године 1990. школа поново постаје самостална под именом Основна Школа „Стефан Немања” Студеница.
Школу похађају ученици са територије Студенице као и подручија Рудна и Мланче. У оквиру школе, постоји неколико истурених одељења четворогодишњег образовања (Брезова, Ђаково, Мланча, Река, Рудно, Бзовик, Савово…) које у зависности од броја ученика и даље раде.